# Brendola
Brendola (en vénitien : Brèndoła) est une commune italienne située dans la province de Vicence en région Vénétie.

## Géographie
La commune s'étend sur 25 km2 dans la plaine du Pô, au sud-ouest de Vicence. Elle comprend une partie vallonnée, sur le versant des collines Berici, d'origine volcanique, occupée par des bois, des prairies et des cultures, principalement de vignes, ainsi qu'une zone plate au centre-ouest. Elle est arrosée par la rivière  Brendola et ses affluents.
Elle comprend les hameaux de Ca'Nova, Ca'Vecchie, Goia, Pedocchio, Rondole, San Vito, Scarantello et Vò.

## Démographie
La population s'élevait à 6 638 habitants en 2017.

## Administration
| Période                                  | Période  | Identité         | Étiquette     | Qualité |
| ---------------------------------------- | -------- | ---------------- | ------------- | ------- |
| 1994                                     | 1998     | Luciano Mussolin | Ligue du Nord |         |
| 1998                                     | 2008     | Mario Dal Monte  | Liste civique |         |
| 2008                                     | 2017     | Renato Ceron     | Liste civique |         |
| 2017                                     | en cours | Bruno Beltrame   | Liste civique |         |
| Les données manquantes sont à compléter. |          |                  |               |         |